# 大田墩 (广州市)
大田墩是位于中国广东省广州市从化区江埔街道的一个自然村。属锦三村管辖。清嘉庆年间建村。2015年时，户籍人口452人。